# Ali Adnan
Ali Adnan Kadhim Nassir Al-Tameemi (arabisch علي عدنان كاظم ناصر التميمي, DMG ʿAlī ʿAdnān Kāẓim Nāṣir at-Tamīmī) oder kurz Ali Adnan Kadhim (* 19. Dezember 1993 in Bagdad), auch bekannt als Ali Adnan, ist ein irakischer Fußballspieler.

## Karriere

### Verein
Adnan Kadhim begann mit dem Vereinsfußball in der irakischen Fußballschule Ammo Baba School. Später durchlief er die Jugendabteilungen von al-Zawraa SC und al-Quwa al-Dschawiya, ehe er 2009 in die Nachwuchsabteilung vom Bagdad FC wechselte. Im Sommer 2010 nahm er bei den Profis des Bagdad FCs am Training teil und wurde behutsam aufgebaut. Nachdem er einige kurze Einsätze absolviert hatte, eroberte er sich im Laufe der Saison 2012/13 einen Stammplatz.
Durch seine Leistungen während der U-20-Fußball-Weltmeisterschaft 2013 machte er auf sich aufmerksam und wurde lange Zeit mit Vereinen wie Galatasaray Istanbul in Verbindung gebracht im Juli 2013. Laut Adnan Kadhim war er sich bereits mit Galatasaray einig, allerdings scheiterte der Wechsel während der Verhandlungen Galatasarays mit dem Bagdad FC. Nach dem geplatzten Wechsel zu den Istanbulern verkündete der neue türkische Erstligist Çaykur Rizespor im August 2013 die Verpflichtung von Adnan Kadhim. Dieser unterschrieb mit Rizespor einen Fünfjahresvertrag.
Im Sommer 2015 wechselte Adnan gegen eine Ablösesumme von 2 Millionen Euro zum italienischen Verein Udinese Calcio. Er wurde damit der erste irakische Spieler, der in der Serie A spielt.
Am 17. August 2018 wurde Adnan an Atalanta Bergamo verliehen.

### Nationalmannschaft
Adnan Kadhim nahm mit der irakischen U-19-Nationalmannschaft an der U-19-Fußball-Asienmeisterschaft 2012 und wurde am Ende dieses Turniers mit seinem Team Vize-Asienmeister.
Ein Jahr nach diesem Erfolg wurde Adnan Kadhim für das Turnieraufgebot der irakischen U-20-Nationalmannschaft für die U-20-Fußball-Weltmeisterschaft 2013 nominiert. Die irakische U-20 erreichte während des Turniers das Halbfinale und unterlagen im Spiel um Platz 3, somit belegten sie den vierten Platz. Er zählte zu den auffälligsten Spielern seiner Mannschaft im Speziellen und des Turniers im Allgemeinen.
Seit 2012 wird Adnan Kadhim in den Kader der Irakische Nationalmannschaft nominiert und nahm mit dieser an den beiden Turnieren Fußball-Westasienmeisterschaft 2012 und Golfpokal 2013 teil. Bei beiden Turnieren erreichte er mit seiner Mannschaft jeweils das Finale.

## Erfolge
Mit der Irakischen U-19-Nationalmannschaft
- U-19-Asienmeisterschaft: Vizemeister 2012

Mit der Irakischen U-20-Nationalmannschaft
- U-20-Weltmeisterschaft: Vierter 2013

Mit der Irakischen A-Nationalmannschaft
- Westasienmeisterschaft: Vizemeister 2012
- Golfpokal: Finalist 2013

## Auszeichnungen
- Asiens Nachwuchsspieler des Jahres (AFC): 2013[6]